# 罗马十二帝王传
罗马十二帝王传，是一本记述罗马帝国前12位帝王的书籍，由古罗马苏维托尼乌斯所著，共12章，分别是第一章尤利乌斯·凱撒（后来被奉为神）、第二章奥古斯都也就是屋大維（后来被奉为神）、第三章提比略传、第四章盖乌斯·卡利古拉传、第五章克劳迪（后来被奉为神）、第六章尼禄、第七章加尔巴、第八章奥托、第九章维特里乌斯 、第十章維斯帕先（后来被奉为神）、第十一章提图斯（后来被奉为神）、第十二章图密善。记述了罗马共和国末年、朱里亚·克劳狄王朝、四帝之年和弗拉维王朝的诸位统治者。